# Choroby zakaźne (specjalizacja lekarska)
Choroby zakaźne, zakaźnictwo, infekcjologia – dziedzina nauki oraz priorytetowa dziedzina medycyny zajmująca się chorobami będącymi następstwem zakażenia ustroju czynnikiem zakaźnym i złamania sił odpornościowych organizmu (lub w odwrotnej kolejności) lub obecności w organizmie bioaktywnych toksyn (jadów) drobnoustrojów.
Mianem choroby zakaźnej w szerszym rozumieniu określa się choroby wywoływane także przez robaki (np. owsica), pierwotniaki (np. malaria) i małe stawonogi (np. wszawica). Obecnie te choroby zazwyczaj wyróżniane są jako choroby pasożytnicze.
Choroby zakaźne mogą przenosić się pomiędzy organizmami w sposób pośredni lub bezpośredni.
W Polsce choroby zakaźne są jedną ze specjalizacji lekarskich trwającą 5 lat, a konsultantem krajowym od 21 grudnia 2023 roku jest prof. dr hab. Miłosz Parczewski. Jest to jedna z wzajemnie uznawanych specjalizacji w krajach Unii Europejskiej.

## Czynnik etiologiczny i postacie
Przyczyną chorób zakaźnych mogą być następujące czynniki etiologiczne:
- wiroidy zakażające tylko rośliny
- wirusy
- priony
- bakterie (w tym riketsje)
- grzyby

Zdolnymi do wywołania choroby są jednak tylko niektórzy przedstawiciele wymienionych grup. W dużej części zależy to od zdolności do wywołania choroby danego patogenu, a także od odporności własnej pacjenta, dawki i wirulencji czynnika zakaźnego oraz wpływu dodatkowych czynników. W obecnych czasach, gdy AIDS występuje epidemicznie, a część zakażeń powodowana jest przez pewne działania medyczne (zakażenia jatrogenne, np. przez obniżanie odporności organizmu przy przeszczepach) niemożliwe jest określenie ściśle grupy patogennych drobnoustrojów.

## Droga szerzenia
Rezerwuarem zarazków (pierwsze ogniwo łańcucha epidemicznego) jest najczęściej organizm chory (np. w przypadku ospy prawdziwej człowiek, gruźlicy – zwierzę lub człowiek, mozaiki tytoniu – roślina) lub nosiciel (np. w przypadku duru brzusznego). Rzadziej źródłem zakażenia jest materia nieożywiona (np. gleba jest źródłem tężca).
Do zakażenia jakiegoś organizmu może dojść różnymi drogami (II ogniwo), co niekoniecznie wiąże się z wywołaniem choroby, gdyż drobnoustroje chorobotwórcze mogą zostać zwalczone przez układ odpornościowy lub tylko wywołać nosicielstwo.
Możliwe jest także przeniesienie czynnika etiologicznego na osobniki z tego samego gatunku lub między gatunkami (III ogniwo). Przeniesienie patogenu na inny gatunek, np. w przypadku wścieklizny u ludzi, może być „ślepą uliczką” dla wywołujących tę chorobę RNA-wirusów.

## Objawy i rozpoznawanie
Objawy chorób zakaźnych są różne, a mówiąc dokładniej, są zależne od patogenu i stanu chorego. Większość chorób zakaźnych cechuje gorączka, choć nie jest to regułą (np. botulizm).
W rozpoznaniu dużą uwagę przywiązuje się do:
- objawów obiektywnych (ze względu na fakt, że wiele zarazków manifestuje w swoisty, charakterystyczny tylko dla siebie, sposób np. czarna krosta – wąglik; plamkowo-grudkowa wysypka powstała w jednym „rzucie” – ospa prawdziwa; rumień wędrujący – borelioza itp.)
- hodowli mikrobiologicznych
- badań serologicznych

Czasem stosuje się także dodatkowe badania (RTG klatki piersiowej w infekcyjnych chorobach płuc).

## Leczenie
Stosuje się leczenie przyczynowe nakierowane na hamowanie patogennych cech drobnoustrojów i dezaktywację toksyn pochodzenia biologicznego. Największe znaczenie na tym polu mają chemioterapeutyki, antybiotyki, sulfonamidy, leki przeciwwirusowe, antytoksyny, a niekiedy także fagi. Stosuje się także leczenie objawowe mające na celu poprawę sił pacjenta.
Leczeniem rzadko występujących chorób zakaźnych, AIDS, zakażeń HBV i HCV, neuroinfekcji zajmują się lekarze chorób zakaźnych.

## Profilaktyka

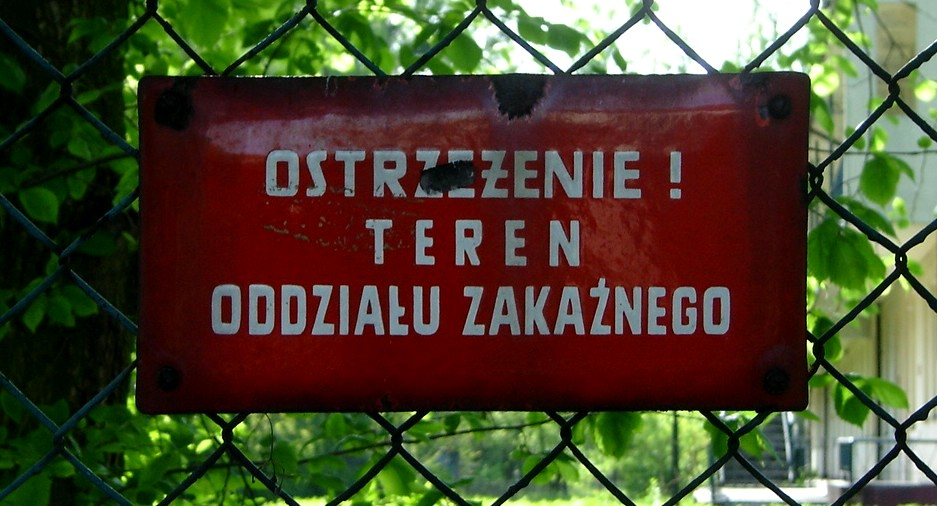
Ostrzeżenie na ogrodzeniu szpitala zakaźnego

Profilaktyka chorób zakaźnych polega zasadniczo na unieszkodliwieniu źródeł zakażenia, ograniczaniu mechanizmów i dróg szerzenia, unikaniu wytwarzania lekooporności przez drobnoustroje, wzroście odporności populacji. Praktycznie sprowadza się to do:
- izolacji (o ile jest w ogóle konieczna) i leczeniu ludzi chorych i nosicieli
- poddawania kwarantannie zwierząt, osób i mienia podejrzanego o zakażenie/skażenie
- izolacji, leczenia i przeprowadzania ubojów sanitarnych wśród zwierząt
- kontrolowania osób pracujących z żywnością
- przetwarzania żywności i wody
- kontroli epidemiologicznej ludzi, zwierząt, ujęć wody itd.
- używania sterylnego sprzętu medycznego
- utylizacji jednorazowego sprzętu medycznego
- przeprowadzania zabiegów dezynfekcyjnych
- przestrzegania higieny osobistej
- używania środków ochrony osobistej
- prowadzenia szczepień i (historycznej już) wariolizacji
- dobierania antybiotyków na podstawie antybiogramów

## Choroby zakaźne jako broń biologiczna
Część chorób zakaźnych (wąglik, dżuma, botulizm, ospa prawdziwa i inne) może być użyta jako broń biologiczna.

## Historia
Na szczątkach pierwotnych ryb paleopatolodzy stwierdzili próchnicę zębów. Najwcześniejsze odkrycia archeologiczne świadczą o tym, że ludzie chorowali na choroby infekcyjne w okresie plejstocenu, jednak największy ich rozwój przypadł na neolit, wywołany przez rozwój rolnictwa i hodowli zwierząt (osiadły tryb życia).
Opisy chorób zakaźnych, proponowane leczenie i profilaktyka pojawiały się już w Starożytnych Chinach, a także później w Księgach Hipokratesa. Już w tamtych i późniejszych czasach, mimo powszechności teorii samorództwa, prawidłowo wskazywano niektóre metody walki z tymi schorzeniami, np. izolację chorych. Odkrycie przez Leeuwenhoeka bakterii niewiele w tej kwestii zmieniło. Dopiero w 1796 roku w Europie (w Chinach metoda znana kilka wieków przed naszą erą) pojawiła się pierwsza szczepionka.
W 1892 niemiecki bakteriolog Robert Koch przedstawił zestaw postulatów, zwanych postulatami Kocha, które głosiły:
- patogen musi zostać wyizolowany z zainfekowanego organizmu i mieć związek ze zmianami patologicznymi
- patogen wyizolowany od osoby chorej musi wywołać tę samą chorobę po zakażeniu nim zdrowego człowieka lub zwierzęcia

Nie zawsze ten postulat jest słuszny: swoisty patogen dla ludzi nie wywoła choroby u świnek morskich i vice versa
- Zarazek musi zostać ponownie wyizolowany od doświadczalnie zakażonego organizmu

Krokiem milowym okazały się prace Louisa Pasteura: obalenie samorództwa, pasteryzacja, szczepionka przeciw wściekliźnie i inne. Największe jednak pole walki z chorobami zakaźnymi powstało po odkryciu przez A. Fleminga i jego współpracowników pierwszego na świecie antybiotyku.
W XX i XXI wieku w krajach rozwiniętych opanowano większość chorób zakaźnych, jednak poważnym problemem stały się oporne na działanie antybiotyków szczepy drobnoustrojów, a także pojawiające się nowe schorzenia wywoływane przez nieznane lub nierozpoznane do tej pory patogeny.
Od lat 80. XX wieku w wielu krajach rozprzestrzeniły się zakażenia
ludzkim wirusem upośledzenia odporności (HIV), innym zagrożeniami które stały się poważnym zagrożeniem pod koniec XX wieku to
wariant choroby Creutzfeldta-Jakoba i SARS.
Należy zauważyć, że w związku z zagrożeniami aktami bioterroryzmu
na nowo może pojawić się zagrożenie zachorowaniami na choroby zakaźne, które
dawno zostały opanowane, np. wąglik czy ospa.
Zgony z powodu schorzeń zakaźnych i pasożytniczych stanowią ok. 25% wszystkich zgonów na Ziemi. Nadal nierozwiązanymi problemami w skali globalnej są: gruźlica, schistosomatoza, COVID-19 i malaria.